# Notingo (vescovo di Novara)
Notingo (Piemonte, ... – Novara, settembre 879) è stato un vescovo italiano.

## Biografia
Notingo nacque in data sconosciuta, in terra piemontese.
Fu eletto vescovo di Novara a maggio dell'869 e rimase in carica nella propria sede fino alla sua morte, a settembre dell'879.
Durante il proprio episcopato ricevette da Carlo il Calvo, a ottobre dell'877, un diploma che confermava il suo possesso dei beni sulla Chiesa novarese, ma dopo non molto tempo (19 ottobre 879) papa Giovanni VIII gli impose di restituire tali beni dell'imperatrice Angelberga, che ne era in legittimo possesso.